# باول أوستين كيلي
باول أوستين كيلي (بالإنجليزية: Paul Austin Kelly)‏ هو مغني ومغني أوبرا وموسيقي أمريكي، ولد في 1960.

## وصلات خارجية
- الموقع الرسمي
- باول أوستين كيلي على موقع IMDb (الإنجليزية)
- باول أوستين كيلي على موقع ميوزك برينز (الإنجليزية)
- باول أوستين كيلي على موقع أول ميوزيك (الإنجليزية)
- باول أوستين كيلي على موقع أول ميوزيك (الإنجليزية)
- باول أوستين كيلي على موقع قاعدة بيانات الفيلم (الإنجليزية)